# Benzingia estradae
Benzingia estradae är en orkidéart som först beskrevs av Dodson, och fick sitt nu gällande namn av Dodson. Benzingia estradae ingår i släktet Benzingia och familjen orkidéer.
Artens utbredningsområde är Ecuador. Inga underarter finns listade i Catalogue of Life.

## Bildgalleri

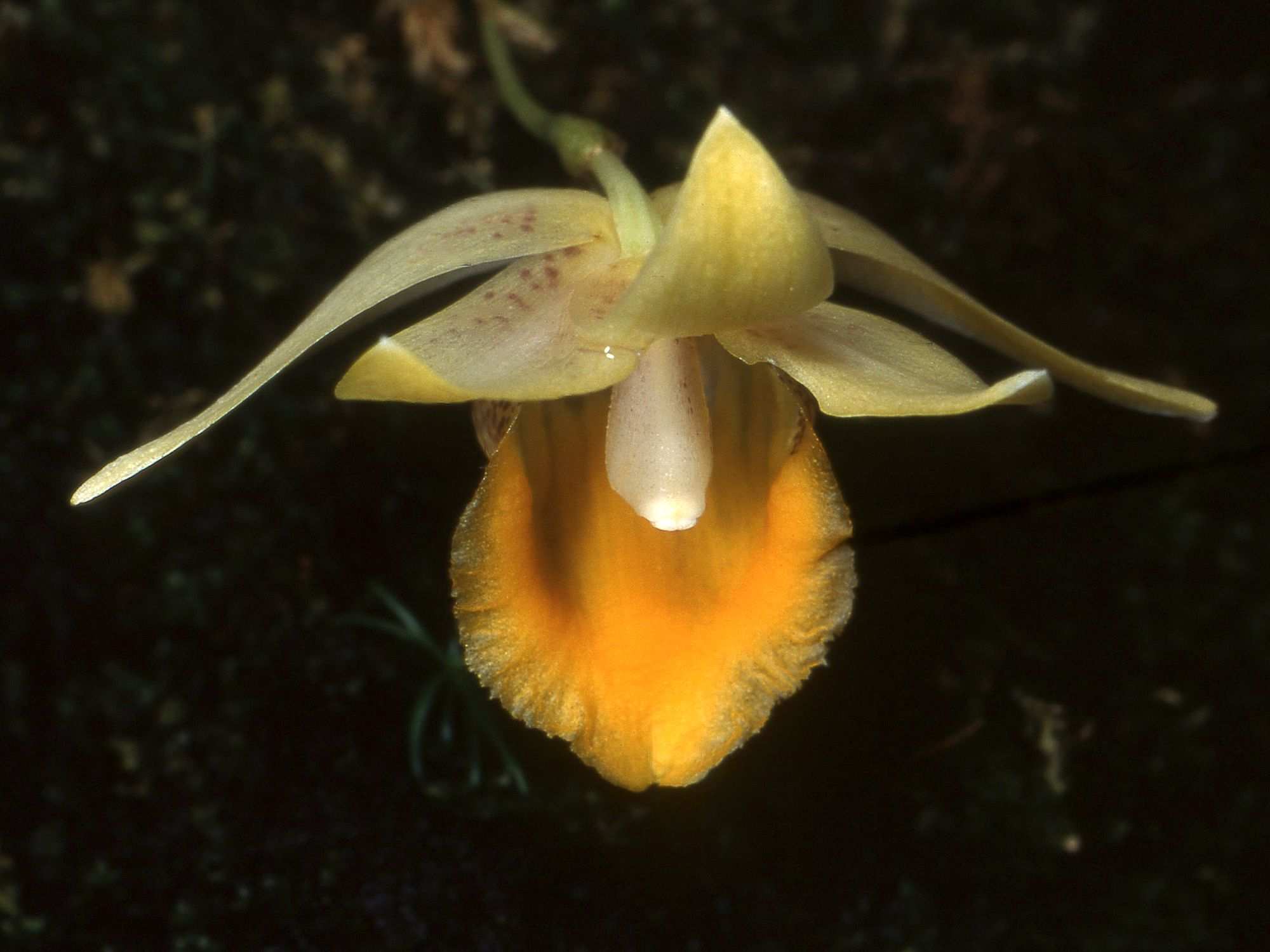
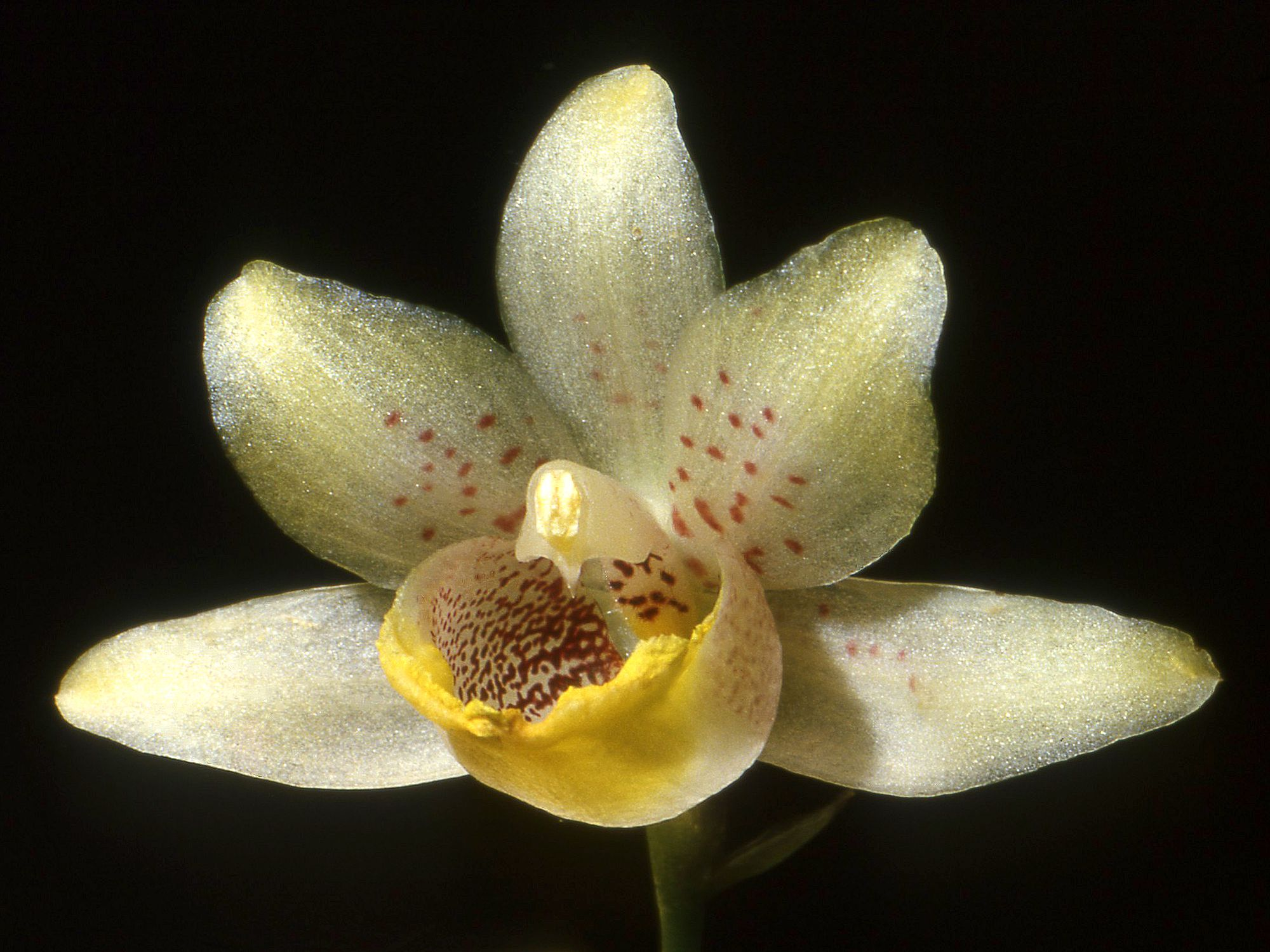